# Joe Crowley

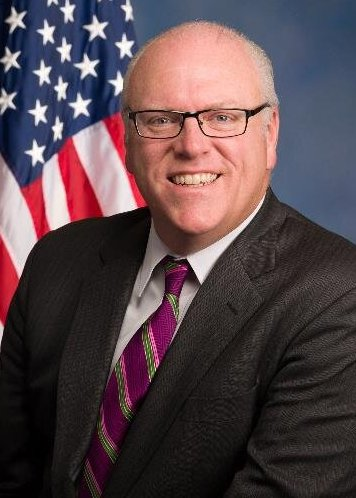
Joe Crowley (2015)

Joseph „Joe“ Crowley (* 16. März 1962 in New York City) ist ein US-amerikanischer Politiker der Demokratischen Partei und war von 1999 bis 2019 Mitglied des Repräsentantenhauses der Vereinigten Staaten für den nördlichen Teil der Stadt New York.

## Biografie
Joe Crowley wurde als Sohn eines irisch-amerikanischen Vaters und einer katholischen Immigrantin aus dem County Armagh (Nordirland) in New York City geboren. Er besuchte eine römisch-katholische Privatschule in New York City. Die High School absolvierte er an der ebenfalls in New York angesiedelten Power Memorial Academy. Am Queens College machte er seinen Abschluss im Bereich Staatswissenschaft. Daraufhin war er als politischer Assistent tätig. Er wurde Mitglied der Demokratischen Partei und wurde im Alter von 24 Jahren in die New York State Assembly gewählt, der er bis zu seiner Wahl ins US-Repräsentantenhaus angehörte.
Als Nachfolger von Thomas J. Manton wurde er im Jahr 1998 im 7. Kongresswahlbezirk des Staates New York ins US-Repräsentantenhaus gewählt, der aus Teilen von Queens und der Bronx zusammengesetzt war. Er wurde bis einschließlich 2016 bei allen Wahlen wiedergewählt. Nach dem Neuzuschnitt der Wahlkreise 2012 in Folge des United States Census 2010 vertrat er den geographisch weitgehend seinem bisherigen entsprechenden 14. Wahlkreis seines Heimatstaates im Kongress. Crowley war Mitglied im Committee on Ways and Means und zwei von dessen Unterausschüssen sowie dem Auswärtigen Ausschuss. Er stand 2017 bis 2019 als Vorsitzender des House Democratic Caucus an vierter Stelle in der Hierarchie der Parteiführung im Repräsentantenhaus.
Bei der Vorwahl der Demokraten für den Sitz im Juni 2018 unterlag der als politisch gemäßigt geltende Crowley überraschend der 28-jährigen linken Aktivistin Alexandria Ocasio-Cortez. Der Wahlbezirk gilt als sicher für die Demokraten. Seine Niederlage ist mit derjenigen Eric Cantors 2014 verglichen worden und wurde als Anzeichen für die Unzufriedenheit der Demokraten mit ihrer alternden Führung im Repräsentantenhaus wahrgenommen. Sein Mandat endete am 3. Januar 2019.
Der Katholik Crowley lebt mit seiner Frau Kasey und seinen drei Töchtern in Queens.